# Barkebille boogie
Barkebille boogie är ett musikalbum med Øystein Sunde, utgivet 1981 som LP och kassett av skivbolaget Musikkproduksjon AS (Philips). Albumet återutgavs som LP 1986 av Tomato Records och som LP och CD 2008 av Spinner Records.

## Låtlista
Sida 1
1. "Barkebille boogie" – 2:43
2. "Modællfly og radiostyrt" – 2:43
3. "El Commanchero" (Rafael Hernández Marín) – 2:00
4. "Liten og grønn" ("City of New Orleans" av Steve Goodman) – 4:10
5. "Motorsag-pønk" – 3:01
6. "Je rusla hjem" ("The Holy City" – Stephen Adams) – 2:20

Sida 2
1. "Tyskleksa" – 3:01
2. "Fordommenes år" ("Alabama Jubilee" – Jack Yellen) – 2:34
3. "The Cat That Chewed Our New Shoes" ("Chattanooga Choo Choo" – Mack Gordon/Harry Warren) – 1:21
4. "Svigerfars motorsag" – 2:07
5. "Dala dalalala la laaa" ("Colonel Bogey March" – Fredrick Joseph Ricketts) – 2:45
6. "Saus over bordet" ("South of the Border" – Jimmy Kennedy/Michael Carr) – 1:57
7. "La meg hugge min ved i fred" – 3:09

- Alla låtar skrivna av Øystein Sunde där inget annat anges.
- Norska texter av Øystein Sunde.

## Medverkande
Musiker
- Øystein Sunde – sång, gitarr, banjo, hardingfela, percussion, trummaskin
- Dr. Jonas Fjeld – gitarr, percussion
- Johnny Sareussen – basgitarr, percussion, körsång
- Leif Jensen – trummor, perkusjon
- Igor Kill – basgitarr (på "El Commanchero", "Tyskleksa", "Fordommenes år" och "Dala dalalala la laaa")
- Frode Thingnæs – trombon, fagott, arrangement (på "Tyskleksa")
- Freddy Hoel Nilsen – piano (på "Tyskleksa" och "Fordommenes år")
- Håkon Eliassen – ljudeffekter (på "Motorsag-pønk")
- Jan Einar Johnsen – philicorda (på "Saus over bordet")
- Thor Andreassen – trummor (på "El Commanchero", "Tyskleksa", "Fordommenes år" och "Dala dalalala la laaa")
- Shari Gerber Nilsen – körsång (på "Barkebille boogie" och "La meg hugge min ved i fred"), percussion, körsång (på "Motorsag-pønk")
- Iselin Alme – körsång (på "Tyskleksa")
- Pål Pot – basgitarr (på "Je rusla hjem")
- Shelletten (Shari Gerber Nilsen) – körsång (på "Je rusla hjem")

Prouktion
- Øystein Sunde – musikproducent
- Johnny Sareussen – musikproducent
- Inge Holst Jacobsen, Ola Johansen – ljudtekniker
- Kjell Vik – foto
- Håkon Skau – omslagskonst
- Knut Harlem – omslagsdesign